# Gran Premio del Bahrein 2023
Il Gran Premio del Bahrein 2023 è stata la prima prova della stagione 2023 del campionato mondiale di Formula 1. La gara si è disputata domenica 5 marzo sul circuito di Manama ed è stata vinta dall'olandese Max Verstappen su Red Bull Racing-Honda RBPT, al trentaseiesimo successo in carriera; Verstappen ha preceduto all'arrivo il compagno di squadra, il messicano Sergio Pérez, e lo spagnolo Fernando Alonso su Aston Martin Aramco-Mercedes.
All'intero weekend di gara hanno assistito 99 500 spettatori, il dato più alto fin dall'edizione del 2010, caratterizzata da una presenza record di 100 000 spettatori, insieme a quella del 2008 e del 2024.

## Vigilia

### Sviluppi futuri
Gli organizzatori del Gran Premio di Spagna annunciano modifiche al layout del circuito di Catalogna. La variante introdotta nella stagione 2007 per ridurre la velocità di percorrenza dell'ultima curva viene rimossa. Il layout del circuito delle ultime due curve torna quindi ad essere quello che era il disegno originario della pista nell'anno della sua introduzione nel calendario del campionato mondiale, risalente al 1991.

### Aspetti tecnici
Per questo Gran Premio la Pirelli, fornitore unico degli pneumatici, offre la scelta tra gomme di mescola C1, C2 e C3, la tipologia di pneumatici che caratterizza la gamma centrale del genere di coperture messe a disposizione dall'azienda italiana, la stessa opzione scelta nella gara precedente del 2022. L'azienda italiana nomina allo stesso tempo la scelta dei pneumatici per i successivi due Gran Premi, quello d'Arabia Saudita e quell'Australia. A partire da questa stagione, la Pirelli introduce un nuovo tipo di pneumatico tra le vecchie C1 e C2. La vecchia mescola C1 prende il nome di C0 mentre la nuova mescola prende il posto della vecchia C1. Viene anche introdotta una nuova mescola da bagnato cospicuo, a seguito delle lamentele dei piloti e dei team, rendendola più performante. Sarà disponibile a partire dal Gran Premio dell'Emilia-Romagna.
La Federazione conferma le tre zone del Drag Reduction System utilizzate dall'edizione del 2019 quando l'organo mondiale dell'automobilismo decise di aumentare a tre le zone dove utilizzare il dispositivo mobile. La prima zona è stabilita sul rettilineo dei box, con punto per la determinazione del distacco fra piloti posto prima della curva 14; la seconda zona, introdotta in seguito, è presente nel tratto compreso tra le curve 3 e 4, con detection point fissato prima della prima curva; la terza zona è stabilita tra le curve 10 e 11, con punto per determinare il distacco fra piloti posto prima della curva 9. La Federazione ha anche analizzato le zone del DRS durante il 2022, introducendo cambiamenti per il 2023 al fine di facilitare i sorpassi o renderli più difficili in alcuni circuiti in cui si riteneva che la zona in cui utilizzare il dispositivo mobile fosse troppo facile o difficile al fine di effettuare un sorpasso. Il circuito di Manama è uno dei tracciatti oggetto di queste modifiche. Il punto di attivazione del DRS posto sul rettilineo principale è stato spostato più avanti, venendo posizionato 250 metri dopo la curva 15.
A partire da questo Gran Premio, dopo l'introduzione del budget cap, i team di Formula 1 possono spendere 138,6 milioni di dollari, derogabili a seconda di alcune situazioni o eventi. Il limite di spesa, rispetto all'anno precedente, fissato a 140 milioni, è diminuito. A seguito di ingenti quantità di porpoising nel corso del 2022, la Federazione impone un rialzo di 15 millimetri del fondo. Inoltre la rigidità della parte finale del fondo viene aumentata ed è richiesto un sensore aggiuntivo per monitorare il fenomeno del porpoising in modo più efficace. A causa dell'incidente del pilota cinese della scuderia svizzera Alfa Romeo, Zhou Guanyu, al Gran Premio di Gran Bretagna 2022, le vetture da quest'anno sono obbligate a presentare un profilo del roll-bar più arrotondato per evitare che in caso di capottamento, sottoposto a forze eccessive, esso vada incontro a rottura. La larghezza degli specchietti viene aumentata di 50 millimetri, portandola a 200 millimetri per incrementare la visibilità. Viene ridefinita la temperatura minima al di sotto della quale il carburante non può essere trovato, o 10 °C in meno della temperatura ambiente o 10 °C (limite abbassato dai 20 °C degli anni precedenti), sperando di migliorare l'affidabilità delle power unit. Il peso minimo della vettura era stato inizialmente abbassato a 796 chilogrammi, salvo poi ritornare ai 798 chilogrammi dell'anno precedente.
Prima dell'inizio della prima sessione di prove libere del venerdì, la scuderia tedesca Mercedes non conferma l'autocertificazione da presentare alla Federazione che il pilota britannico Lewis Hamilton sta indossando gioielli, sotto forma di piercing, catenine o orologi in metallo. I commissari non infliggono sanzioni al pilota.

### Aspetti sportivi
Il Gran Premio rappresenta il primo appuntamento della stagione, il primo evento di 23 stabiliti nel calendario del campionato, record assoluto nella categoria. Il Gran Premio del Bahrein, in Medio Oriente, è la gara di apertura per la terza stagione consecutiva, ma in questo caso a inizio marzo rispetto all'ultima edizione corsa a fine mese, alla sua diciannovesima edizione. Presente nel calendario del campionato mondiale di Formula 1 fin dalla stagione 2004, il Gran Premio caratterizzò l'apertura del mondiale anche nelle edizioni 2006, 2010 e inizialmente quella del 2011, prima dell'annullamento a causa della Primavera araba, tutte in programma nello stesso mese, nonché il primo Gran Premio della storia a corrersi in Medio Oriente. La gara si disputa in notturna, come avvenuto fin dall'edizione del 2014. Il contratto per la disputa del Gran Premio nel calendario del campionato mondiale ha una valenza fino alla stagione 2036. Sponsor del Gran Premio è come avvenuto fin dall'edizione inaugurale, la compagnia aerea di bandiera del Paese, Gulf Air. A questa edizione assistono 99 500 spettatori nel corso del weekend di gara, il dato più alto fin dall'edizione del 2010, caratterizzata da una presenza record di 100 000 spettatori, insieme a quella del 2008 e del 2024.
Il Bahrain International Circuit, sede della gara, è stato oggetto di due principali configurazioni: l'attuale utilizzata dall'edizione del 2004 a quella del 2009 e dal 2012, e quella utilizzata nel 2010 per celebrare i 60 anni della categoria. Un'ulteriore configurazione fu usata per l'edizione del Gran Premio di Sakhir. Nella settimana precedente è stato sede dei test pre-stagionali. La sede fu scelta anche nelle stagioni 2021 e 2022, con in entrambi i casi Aramco stabilito come title sponsor. I team tornano ad avere a disposizione una sola sessione, come accaduto l'ultima volta nei test del 2021, i quali furono ridotti ad un'unica sessione, comunque della durata di tre giorni, a causa delle problematiche legate alla pandemia di COVID-19. Alcuni giorni prima della disputa dei test pre-stagionali, la scuderia britannica Aston Martin decide di non schierare il pilota canadese Lance Stroll in quanto quest'ultimo è costretto a saltare i test per colpa di un infortunio durante un allenamento. Al suo posto viene schierato il terzo pilota del team, il brasiliano Felipe Drugovich. La partecipazione al Gran Premio di Stroll è comunque messa in dubbio, con Drugovich pronto a subentrare. Alla vigilia della gara viene confermata la normale partecipazione di Stroll al Gran Premio, dopo il recupero dell'infortunio durante l'allenamento.
La scuderia svizzera Alfa Romeo annuncia che a fine stagione terminerà la sua partnership sia come title sponsor sia come partner tecnico, dopo aver collaborato e contribuito fin dalla stagione 2018 con l'omonima casa automobilistica italiana. Anche il title sponsor polacco Orlen lascia la scuderia elvetica e approda come principal partner di quella italiana AlphaTauri. Per sostituirlo, il team svizzero sigla un accordo con l'azienda canadese Stake, il quale funge da co-title sponsor. La scuderia statunitense Haas sigla un nuovo accordo con MoneyGram, il quale funge da title sponsor. Dopo un anno di assenza nella categoria la casa nipponica Honda torna ufficialmente nella massima formula, andando ad affiancare il suo nome alla power unit RBPT (Honda RBPT) per consolidare il rapporto di collaborazione iniziato la stagione precedente, dopo l'uscita di Honda come fornitrice di motori. La scuderia statunitense Haas, a seguito del nuovo accordo con MoneyGram, cambia denominazione in MoneyGram Haas F1 Team. La scuderia elvetica Alfa Romeo cambia il nome ufficiale del team in seguito all'interruzione dei rapporti con l'azienda polacca Orlen, firmando una nuova partnership con quella canadese Stake. Il team cambia quindi denominazione in Alfa Romeo F1 Team Stake.
Nel corso del 2022 il pilota tedesco Sebastian Vettel annuncia il proprio ritiro dalla massima categoria dopo 16 stagioni e quattro mondiali vinti, tutti con la scuderia austriaca Red Bull Racing. Il suo posto nella scuderia britannica Aston Martin è preso dal due volte campione del mondo spagnolo Fernando Alonso che lascia la scuderia francese Alpine dopo due stagioni. Al posto di Alonso viene inizialmente annunciato il campione 2021 di Formula 2, l'australiano Oscar Piastri. Successivamente, il pilota nega di aver firmato un accordo con il team francese e afferma di non correre per la squadra in questa stagione. La commissione per il riconoscimento dei contratti della Federazione stabilisce che Piastri non ha alcun obbligo contrattuale per correre per l'Alpine. Il pilota francese Pierre Gasly rescinde anticipatamente di un anno il suo contratto in accordo con il costruttore italiano AlphaTauri per prendere il posto vacante lasciato da Alonso. Gasly viene sostituito del campione 2020-2021 di Formula E e 2019 di Formula 2, l'olandese Nyck de Vries, che ha già debuttato nella categoria nel corso del Gran Premio d'Italia 2022, quando sostituì il pilota thailandese della scuderia britannica Williams, Alexander Albon, che era stato colpito da un'appendicite. De Vries, il sedicesimo pilota di nazionalità olandese nella storia del mondiale, sceglie il 21 quale numero di gara, utilizzato per l'ultima volta dal messicano Esteban Gutiérrez nel Gran Premio di Abu Dhabi 2016 con la scuderia statunitense Haas. Il pilota australiano Daniel Ricciardo raggiunge un accordo con la scuderia britannica McLaren per la terminazione anticipata del suo contratto rescindendolo per fine stagione 2022, dopo due annate. L'australiano avrebbe dovuto correre anche in questa stagione. Il suo posto viene preso dal connazionale Piastri, al debutto assoluto nella massima categoria, il quindicesimo australiano nella storia del mondiale, che sceglie di gareggiare con il numero 81. Ricciardo diviene pilota di riserva della Red Bull Racing, facendo ritorno nel team di Milton Keynes per la prima volta dal 2018. Il pilota canadese Nicholas Latifi termina la sua presenza alla Williams dopo tre anni. Il suo sedile viene occupato dallo statunitense Logan Sargeant, che grazie al quarto posto ottenuto durante la stagione 2022 di Formula 2, riesce ad ottenere i punti della superlicenza FIA necessari per gareggiare in Formula 1. Sargeant diviene il primo statunitense a correre nella categoria da Alexander Rossi nel 2015 alla guida dell'ex team inglese Marussia. Egli sceglie il 2 quale numero di gara, utilizzato per l'ultima volta dal belga Stoffel Vandoorne nel Gran Premio di Abu Dhabi 2018 alla guida della McLaren. Il pilota tedesco Mick Schumacher lascia la Haas dopo due stagioni. Al suo posto fa il ritorno nella massima serie il connazionale Nico Hülkenberg, il quale ha corso nella categoria, da pilota titolare, per l'ultima volta nella stagione 2019 con la scuderia francese Renault. Per Hülkenberg è il centoottantaduesimo Gran Premio in carriera. Schumacher diviene il terzo pilota della scuderia tedesca Mercedes e della McLaren.
Nel corso della pausa invernale, il team principal della Ferrari, Mattia Binotto lascia la scuderia di Maranello. Il suo posto è occupato dall'ex team principal dell'Alfa Romeo, il francese Frédéric Vasseur. Il ruolo di Vasseur viene occupato dall'ex team principal della McLaren, Andreas Seidl, il quale viene assistito da Alessandro Alunni Bravi, nel ruolo di rappresentante della squadra. In sostituzione di Seidl la McLaren promuove da direttore esecutivo a team principal Andrea Stella. Dopo due stagioni in Williams, Jost Capito lascia il ruolo di team principal, seguito dal direttore tecnico François-Xavier Demaison. Il capo delle strategie della Mercedes, James Vowles, diventa nuovo team principal della scuderia di Grove.
A partire da questo appuntamento, le comunicazioni radio tra piloti e i team vengono allentate. Il sistema di punteggio in caso di gara terminata per limite di tre ore viene omologato con quello delle altre categorie FIA. Questo per ovviare a ciò che è successo nel Gran Premio del Giappone 2022 quando venne assegnato punteggio pieno nonostante la gara venne terminata dopo 28 giri per via del limite delle tre ore. I Gran Premi terminati con una distanza breve vedono assegnati punti ridotti anche se essi non sono stati conclusi con una sospensione.
Dopo che nel precedente campionato la Federazione nominò due nuovi direttori di gara, il tedesco Niels Wittich e il portoghese Eduardo Freitas, i quali si alternarono al ruolo di direttore di gara nel corso della stagione, prima del Gran Premio degli Stati Uniti d'America 2022, la Federazione abbandonò l'idea di ruotare i direttori di gara, definendo a partire dalla gara statunitense Wittich come unico direttore di gara per le ultime quattro prove del campionato precedente e a seguire. L'ex pilota di Formula 1, il britannico Derek Warwick, è nominato commissario aggiunto per la gara. Ha svolto già in passato tale funzione, l'ultima al Gran Premio di San Paolo 2022. È la casa automobilistica inglese Aston Martin a fornire la safety car e la medical car.

## Prove

### Resoconto
Sergio Pérez risulta un secondo e mezzo più rapido, rispetto alla migliore prestazione della stagione precedente, nella prima sessione di prove libere. Il messicano ha colto il tempo con l'uso della mescola più morbida. Alle sue spalle si è piazzato Fernando Alonso, che ha fatto meglio dell'altro pilota della Red Bull Racing, Max Verstappen, che però ha dimostrato una grande competitività sulla simulazione di gara. Anche la Ferrari si è concentrata sullo studio della monoposto per la gara. Charles Leclerc ha colto il quinto tempo, non impiegando le gomme morbide. Carlos Sainz Jr. ha l'ultima prestazione, ma è stato autore, nella parte iniziale della sessione, di un testacoda. Anche le Mercedes hanno preferito raccogliere informazioni per il Gran Premio, chiudendo con tempi a centro classifica.
Alonso scala in vetta, nella seconda sessione. Il pilota dell'Aston Martin riesce a precedere il duo della Red Bull Racing, quasi appaiato nella classifica dei tempi. Le vetture austriache hanno confermato la competitività sulla simulazione di gara. Al quarto posto è salito Leclerc, con problemi di stacco alla frizione, distante mezzo secondo dal miglior tempo, e subito davanti a Nico Hülkenberg, su Haas motorizzata Ferrari. Le Mercedes sono nuovamente nel centro del gruppo, col nono e tredicesimo tempo.
Al termine della seconda sessione di prove libere del venerdì, Lando Norris e Nyck de Vries vengono convocati dai commissari sportivi in quanto l'olandese è stato fatto uscire dai box al sopraggiungere del britannico, nella corsia della pit lane. De Vries non riceve sanzioni.
Alonso conferma di essere il pilota più rapido anche nella terza sessione di prove libere. Lo spagnolo precede, di pochi millesimi, ancora una volta la coppia della Red Bull Racing. Subito alle spalle delle due vetture austriache risale Lewis Hamilton; il miglioramento della Mercedes è confermato dal sesto posto di George Russell. L'ex campione del mondo ha scelto un'ala posteriore a medio carico, mentre il suo compagno di team ha continuato a utilizzare il modello impiegato al venerdì. Le prime otto posizioni sono completate dalle due Ferrari e dall'Aston Martin di Lance Stroll, che migliora la sua confidenza con la guida, dopo l'infortunio patito prima dell'inizio della stagione.

### Risultati
Nella prima sessione del venerdì si è avuta questa situazione:
| Pos | Nº | Pilota          | Costruttore                  | Tempo    | Gap    | Giri |
| --- | -- | --------------- | ---------------------------- | -------- | ------ | ---- |
| 1   | 11 | Sergio Pérez    | Red Bull Racing-Honda RBPT   | 1'32"758 |        | 21   |
| 2   | 14 | Fernando Alonso | Aston Martin Aramco-Mercedes | 1'33"196 | +0"438 | 22   |
| 3   | 1  | Max Verstappen  | Red Bull Racing-Honda RBPT   | 1'33"375 | +0"617 | 21   |

Nella seconda sessione del venerdì si è avuta questa situazione:
| Pos | Nº | Pilota          | Costruttore                  | Tempo    | Gap    | Giri |
| --- | -- | --------------- | ---------------------------- | -------- | ------ | ---- |
| 1   | 14 | Fernando Alonso | Aston Martin Aramco-Mercedes | 1'30"907 |        | 25   |
| 2   | 1  | Max Verstappen  | Red Bull Racing-Honda RBPT   | 1'31"076 | +0"169 | 24   |
| 3   | 11 | Sergio Pérez    | Red Bull Racing-Honda RBPT   | 1'31"078 | +0"171 | 26   |

Nella sessione del sabato mattina si è avuta questa situazione:
| Pos | Nº | Pilota          | Costruttore                  | Tempo    | Gap    | Giri |
| --- | -- | --------------- | ---------------------------- | -------- | ------ | ---- |
| 1   | 14 | Fernando Alonso | Aston Martin Aramco-Mercedes | 1'32"340 |        | 13   |
| 2   | 1  | Max Verstappen  | Red Bull Racing-Honda RBPT   | 1'32"345 | +0"005 | 13   |
| 3   | 11 | Sergio Pérez    | Red Bull Racing-Honda RBPT   | 1'32"446 | +0"106 | 12   |

## Qualifiche

### Resoconto
I primi piloti a prendere la pista sono quelli dell'AlphaTauri, seguiti da quelli della Ferrari e da Nico Hülkenberg. Charles Leclerc perde alcuni pezzi dalla sua vettura, subito all'inizio del suo giro veloce. La direzione di gara è costretta a interrompere la sessione con bandiera rossa, per consentire il recupero dei detriti. Dopo pochi minuti di sosta la Q1 riprende. Si pone in testa Stroll, superato da Max Verstappen (1'31"295), battuto, a sua volta, da Alonso. In seguito prende il comando Leclerc, che può proseguire la sessione senza problemi. Il tempo del monegasco è migliorato prima da Russell, poi da Carlos Sainz Jr., in 1'30"993. Il tempo di Stroll viene annullato, per aver superato i limiti di pista. L'equilibrio delle prestazioni è testimoniato dalla presenza di ben undici piloti in un secondo. Tutte le scuderie, ad eccezione di Ferrari, Mercedes e Red Bull Racing, tentano di migliorare i tempi nell'ultima fase della sessione. Alexander Albon risale sesto, battuto da Tsunoda, mentre Stroll coglie il quinto tempo. Il cinese dell'Alfa Romeo Zhou Guanyu progredisce fino in undicesima posizione, mentre Lando Norris è tredicesimo. Ocon sale in undicesima posizione, Oscar Piastri è solo diciassettesimo. Fa meglio Hülkenberg che è sesto, mentre Logan Sargeant pareggia, al millesimo, la prestazione di Norris. Il tempo di Gasly viene annullato, per cui il francese resta ultimo. Vengono eliminati Sargeant, classificato alle spalle di Norris avendo colto il tempo dopo il britannico, Magnussen, Piastri, De Vries e Gasly.
Stroll fa segnare il tempo di riferimento in Q2 con 1'32"305, ma sia Hülkenberg, che le due Alfa Romeo, riescono a fare meglio del canadese. Prende la vetta Alonso (1'31"094), prima che si pongano davanti le due Mercedes, che portano il limite sotto al minuto e 31 secondi. Tocca poi ai piloti della Red Bull Racing scavalcare le vetture tedesche: Verstappen fa segnare 1'30"503, mentre Pérez chiude in 1’30"746. Albon vede cancellata la sua prestazione, sempre per aver superato i limiti del tracciato. Sono provvisoriamente eliminati Tsunoda, Ocon, Stroll e Zhou. Quando mancano tre minuti al termine della Q2 tutti i piloti riprendono la pista. Fanno eccezione Verstappen, Pérez e Albon, che ha danneggiato l'alettone anteriore. Hülkenberg scala terzo, Zhou è decimo, dietro a Valtteri Bottas, ottavo. Risale secondo Alonso mentre Norris è ottavo. Fa anche meglio Leclerc che è capace di battere il tempo di Verstappen. Russell risale terzo, davanti a Lewis Hamilton; si migliora anche Stroll, che conquista l'accesso alla fase finale. Non vi accedono invece Norris, Bottas, Zhou, Tsunoda e Albon, che conclude la sessione senza tempi.
In Q3 le Red Bull Racing e le Ferrari prendono subito la pista, a differenza della coppia della Mercedes. Verstappen chiude il suo primo tentativo in 1'29"897; Pérez non fa meglio di 1'30"131, e viene battuto da Leclerc, che si pone a 0"103 dal campione del mondo. Sainz Jr. è quarto, autore di un'imperfezione, davanti a Stroll. Gli altri piloti qualificati alla fase finale decidono di limitarsi a un solo tentativo veloce. Alonso è quarto, Hülkenberg è sesto, con il tempo del tedesco poi annullato per aver superato i limiti del tracciato, prima che le Mercedes completino la loro performance: Russell segna il quinto tempo, battendo il compagno di team Hamilton, settimo. A sorpresa Leclerc decide di abbandonare la sessione, e non completare un secondo tentativo. Si migliora Pérez, che nel primo settore eguaglia il tempo di Verstappen. L'olandese coglie la migliore prestazione assoluta nel secondo settore, mentre il compagno di scuderia migliora ancora i suoi tempi. Verstappen chiude in 1'29"708, seguito da Pérez, che così scavalca Leclerc. Sainz Jr. è quarto, mentre Stroll è ottavo.
Max Verstappen conquista la ventunesima pole position in carriera nel giorno del cinquantunesimo compleanno del padre Jos. Il pilota olandese della Red Bull Racing, all'ottantaduesima partenza al palo nel mondiale, bissa l'inizio in prima posizione dopo quella ottenuta nel Gran Premio di Abu Dhabi 2022, ultima gara della stagione precedente. Il campione del mondo ottiene la prima piazza nel Gran Premio del Bahrein per la prima volta dall'edizione del 2021. Verstappen ha iniziato più Gran Premi su questa pista rispetto a qualsiasi altra senza vincere, dopo che le nove precedenti apparizioni su questo tracciato non hanno ancora portato a una vittoria. È la prima pole position per la Red Bull Racing nel Gran Premio del Bahrein dall'edizione del 2021 proprio con Verstappen. Pérez, secondo, ottiene la partenza nelle prime tre posizioni per la prima volta su questa pista, nonostante sia il tracciato su cui vinse il Gran Premio di Sakhir 2020, ma su una diversa configurazione. La scuderia austriaca, grazie alla seconda posizione del messicano, occupa la prima fila consecutivamente dopo il Gran Premio di Abu Dhabi 2022, per la prima volta dalla stagione 2013 tra il Gran Premio degli Stati Uniti d'America e il Gran Premio di Abu Dhabi. La Red Bull Racing non aveva mai occupato tutta la prima fila su questa pista. Leclerc parte terzo, senza aver ancora vinto una gara dopo essere partito oltre la prima fila, senza riuscire a bissare la pole position dell'edizione precedente della gara. Alonso è quinto in quel che è la sua miglior partenza su questo tracciato nell'era turbo-ibrida iniziata nella stagione 2014 nel giorno del ventiduesimo anniversario dal debutto in Formula 1 nel Gran Premio d'Australia 2001 con l'ex scuderia Minardi. Lo spagnolo eguaglia la miglior precedente partenza in qualifica per l'Aston Martin, quella di Sebastian Vettel nel Gran Premio del Belgio 2021. Russell parte sesto, la stessa posizione di qualifica dell'ultima gara del campionato scorso, mentre Hamilton, settimo, è battuto dal compagno di scuderia nelle prove ufficiali su questa pista dal Gran Premio del Bahrein 2018. Per il britannico è la peggiore prestazione in qualifica in Bahrein dopo sedici apparizioni. Stroll è ottavo, in quel che è la miglior partenza di sempre in Bahrein, dopo aver raggiunto il Q3 solamente tre volte nel corso del 2022. Con la nona posizione, Ocon termina una serie di tre gare consecutive senza ottenere la Q3 su questa pista. Hülkenberg è decimo e ottiene la Q3 per la seconda edizione consecutiva del Gran Premio. La McLaren non presenza nessuna vettura in Q3 in Bahrein per il secondo anno di fila. Bottas, dodicesimo, e Zhou, tredicesimo, sono separati da solamente 0"030. Il finlandese termina una serie di dieci partenze nelle prime sei posizioni su questa pista. Tsunoda, quattordicesimo, ha ottenuto punti nelle due precedenti apparizioni nonostante non abbia raggiunto il Q3. Piastri, diciottesimo, ottiene la stessa posizione di un anno fa di chi ha sostituito alla McLaren, il connazionale Daniel Ricciardo. Gasly aveva raggiunto il Q3 nelle ultime quattro apparizioni in Bahrein, ma è qualificato ventesimo e ultimo dopo che si è visto cancellato un tempo per aver superato il limiti del tracciato. Norris e Sargeant registrano lo stesso tempo in qualifica durante la Q1. Il britannico accede al Q2 in quanto registra il tempo per primo. Su questa configurazione della pista, tutte le corse sono state vinta dai primi quattro in qualifica. I debuttanti Sargeant, Piastri e De Vries, quest'ultimo a tempo pieno nella categoria, sono tutti eliminati in Q1. Le prime quattro posizioni sono identiche all'ultima gara della stagione precedente. La Q1 segna il record del minor distacco di 1"188 tra il primo Sainz Jr. e l'ultimo classificato Gasly. Il precedente record era appannaggio del Gran Premio d'Ungheria 2022 quando tra Hamilton, il più veloce, e Latifi, ultimo, ci fu un distacco di 1″196.
L'Alpine è stata multata di 100 euro da parte della Federazione in quanto Pierre Gasly ha superato il limite di velocità stabilito nella corsia dei box. Sono stati cancellati quattro tempi dai commissari sportivi ai piloti per non aver rispettato i limiti della pista, durante le qualifiche. Si sono visti cancellare il tempo Carlos Sainz Jr. (alla curva 8), Lance Stroll (alla curva 13), Pierre Gasly (alla curva 15) e Nico Hülkenberg (alla curva 4).

### Risultati
Nella sessione di qualifica si è avuta questa situazione:
| Pos                         | Nº | Pilota           | Costruttore                  | Q1       | Q2          | Q3          | Griglia |
| --------------------------- | -- | ---------------- | ---------------------------- | -------- | ----------- | ----------- | ------- |
| 1                           | 1  | Max Verstappen   | Red Bull Racing-Honda RBPT   | 1'31"295 | 1'30"503    | 1'29"708    | 1       |
| 2                           | 11 | Sergio Pérez     | Red Bull Racing-Honda RBPT   | 1'31"479 | 1'30"746    | 1'29"846    | 2       |
| 3                           | 16 | Charles Leclerc  | Ferrari                      | 1'31"094 | 1'30"282    | 1'30"000    | 3       |
| 4                           | 55 | Carlos Sainz Jr. | Ferrari                      | 1'30"993 | 1'30"515    | 1'30"154    | 4       |
| 5                           | 14 | Fernando Alonso  | Aston Martin Aramco-Mercedes | 1'31"158 | 1'30"645    | 1'30"336    | 5       |
| 6                           | 63 | George Russell   | Mercedes                     | 1'31"057 | 1'30"507    | 1'30"340    | 6       |
| 7                           | 44 | Lewis Hamilton   | Mercedes                     | 1'31"543 | 1'30"513    | 1'30"384    | 7       |
| 8                           | 18 | Lance Stroll     | Aston Martin Aramco-Mercedes | 1'31"184 | 1'31"127    | 1'30"836    | 8       |
| 9                           | 31 | Esteban Ocon     | Alpine-Renault               | 1'31"508 | 1'30"914    | 1'30"984    | 9       |
| 10                          | 27 | Nico Hülkenberg  | Haas-Ferrari                 | 1'31"204 | 1'30"809    | senza tempo | 10      |
| 11                          | 4  | Lando Norris     | McLaren-Mercedes             | 1'31"652 | 1'31"381    | N.D.        | 11      |
| 12                          | 77 | Valtteri Bottas  | Alfa Romeo-Ferrari           | 1'31"504 | 1'31"443    | N.D.        | 12      |
| 13                          | 24 | Zhou Guanyu      | Alfa Romeo-Ferrari           | 1'31"615 | 1'31"473    | N.D.        | 13      |
| 14                          | 22 | Yuki Tsunoda     | AlphaTauri-Honda RBPT        | 1'31"400 | 1'32"510    | N.D.        | 14      |
| 15                          | 23 | Alexander Albon  | Williams-Mercedes            | 1'31"461 | senza tempo | N.D.        | 15      |
| 16                          | 2  | Logan Sargeant   | Williams-Mercedes            | 1'31"652 | N.D.        | N.D.        | 16      |
| 17                          | 20 | Kevin Magnussen  | Haas-Ferrari                 | 1'31"892 | N.D.        | N.D.        | 17      |
| 18                          | 81 | Oscar Piastri    | McLaren-Mercedes             | 1'32"101 | N.D.        | N.D.        | 18      |
| 19                          | 21 | Nyck de Vries    | AlphaTauri-Honda RBPT        | 1'32"121 | N.D.        | N.D.        | 19      |
| 20                          | 10 | Pierre Gasly     | Alpine-Renault               | 1'32"181 | N.D.        | N.D.        | 20      |
| Tempo limite 107%: 1'37"362 |    |                  |                              |          |             |             |         |

In grassetto sono indicate le migliori prestazioni in Q1, Q2 e Q3.

## Gara

### Resoconto
Prima della gara sulla vettura di Charles Leclerc viene installata la seconda unità relativa al sistema di recupero dell'energia e all'unità di controllo elettronico. Il pilota monegasco della Ferrari non è penalizzato sulla griglia di partenza in quanto i nuovi componenti installati rientrano tra quelli utilizzabili nel numero massimo stabilito dal regolamento tecnico.
Verstappen parte dalla pole position e mantiene il comando della gara, al via. Parte peggio Sergio Pérez, che viene passato da Leclerc e attaccato, senza successo, anche da Carlos Sainz Jr.. Alle spalle del ferrarista si pongono le due Mercedes e Alonso. La classifica, nelle prime posizioni, rimane invariata fino al tredicesimo giro: Lewis Hamilton va ai box per il cambio gomme, mentre Russell è superato da Alonso. Il giro successivo si fermano le due Ferrari e lo stesso Russell. Tutti questi piloti optano per le gomme hard. Verstappen, che si ferma poco dopo, rimane sulle soft, mentre Alonso passa, anch'egli, alle coperture più dure.
Si trova a condurre Pérez, con undici secondi di margine su Verstappen; seguono Lance Stroll, Leclerc, Sainz Jr. e Hamilton. Il messicano conduce fino al diciottesimo giro, quando anche lui decide di cambiare le gomme, e mantenere la scelta delle morbide. Verstappen torna al comando, davanti a Leclerc. Stroll, nel frattempo, era andato al cambio gomme, e lo stesso aveva fatto Pérez. Il pilota della Red Bull Racing sfrutta le gomme più performanti, e passa Leclerc, per la seconda posizione, nel corso del ventiseiesimo giro. Pochi giri dopo Hamilton si ferma per la seconda sosta, per montare ancora gomme dure. Nei giri successivi tutti i piloti di vertice effettuano la seconda sosta. In questo caso Pérez si ferma però prima di Verstappen: entrambe le Red Bull Racing passano alle coperture hard.
Tra il trentasettesimo e trentottesimo giro c'è un lungo duello tra Lewis Hamilton e Alonso, per la quinta posizione; prevale, alla fine, lo spagnolo, col pilota della Mercedes che però rimane vicino. Al quarantunesimo giro si ritira Charles Leclerc, per un problema al motore. La direzione di gara decide per il regime di virtual safety car. La rimonta di Fernando Alonso prosegue al quarantaseiesimo giro, quando il pilota dell'Aston Martin ha la meglio sul connazionale Sainz Jr.. Il ferrarista dovrà, nei giri finali di gara, guardarsi dal ritorno anche di Hamilton, che però non trova lo spunto per il sorpasso. Al penultimo giro Zhou Guanyu coglie il giro veloce.
Max Verstappen vince il trentaseiesimo Gran Premio in carriera, bissando il successo del Gran Premio di Abu Dhabi 2022, ultima gara della stagione precedente. Il pilota olandese della Red Bull Racing, al novantatreesimo successo nel mondiale, non aveva mai vinto sul circuito di Manama, riuscendoci alla nona apparizione, e non aveva mai trionfato nella gara d'apertura del campionato. Per la scuderia austriaca, che bissa la vittoria dell'ultima gara ad Abu Dhabi nel 2022, è il terzo successo nel Gran Premio del Bahrein, il primo dopo dieci anni dall'edizione del 2013 con Sebastian Vettel con propulsori Renault, e con all'epoca la gara disputata di giorno, nonché la prima vittoria dell'era turbo-ibrida iniziata nella stagione 2014, dopo il doppio ritiro nell'edizione precedente della gara, con entrambi i piloti classificati per aver coperto il 90% della distanza di gara. Il team di Milton Keynes aveva vinto solo una volta la gara d'apertura durante la stagione 2011 col Gran Premio d'Australia con Vettel, e non aveva mai realizzato una doppietta nella prima gara grazie alla seconda posizione di Pérez. Dopo la prima fila occupata in qualifica con Verstappen e Pérez, la Red Bull Racing termina nelle stesse posizioni in gara per la prima volta dal Gran Premio di Abu Dhabi 2013. Alonso, terzo, segna il secondo podio per l'Aston Martin nel cinquantesimo Gran Premio per il costruttore. Per lo spagnolo, al novantanovesimo podio in carriera, è solamente il secondo nei suoi ultimi centoventidue Gran Premi, il primo dalla prima edizione del Gran Premio del Qatar con l'Alpine. Alonso, con un'età di quarantuno anni e duecentodiciannove giorni nella data di questo appuntamento, è dietro solo a Michael Schumacher tra i piloti più anziani della categoria a salire sul podio negli ultimi trentasette anni, quando il tedesco quarantatreenne ottenne il terzo posto nel Gran Premio d'Europa 2012. Sainz Jr. termina quarto come nell'ultima gara del campionato precedente, mentre Hamilton, quinto, eguaglia la peggior prestazione nel Gran Premio del Bahrein dopo quella dell'edizione 2013. Con Russell settimo le due Mercedes terminano a cinquantuno e cinquantasei secondi, rispettivamente, dal vincitore Verstappen. Stroll è sesto, lo stesso miglior risultato dell'anno precedente, ottenuto nel Gran Premio di Singapore 2022. Il canadese termina nelle prime sei posizioni nonostante non abbia preso parte ai test pre-stagionali a causa di un infortunio. Bottas, ottavo, ottiene punti in Bahrein per la decima volta consecutiva. Gasly, nono, ottiene punti dopo essere partito ultimo per la seconda volta in carriera, dopo la decima posizione ottenuta nel Gran Premio del Messico 2018. Grazie al decimo posto di Alexander Albon la Williams ottiene punti in Bahrein per la prima volta dall'edizione del 2017 quando Felipe Massa terminò sesto. Norris termina diciassettesimo dopo aver effettuato sei pit stop, non ottenendo punti per la seconda edizione consecutiva della gara. Il punto addizionale del giro più veloce non viene assegnato per la prima volta dal Gran Premio del Giappone 2022, per la settima volta complessiva dopo essere stato reintrodotto nella stagione 2019, in quanto ottenuto da Zhou per la seconda volta in carriera, sedicesimo all'arrivo, fuori dalle prime dieci posizioni, come nello stesso Gran Premio del Giappone 2022. Il pilota vincitore della gara di apertura è stato il secondo classificato del campionato ogni stagione dal 2017. Ocon eguaglia il numero record di penalità ricevute in gara di Pastor Maldonado nel Gran Premio d'Ungheria 2015 con tre. Per Fernando Alonso il 2023 è la ventesima stagione del campionato mondiale di Formula 1 alla quale prende parte. Lo spagnolo si distacca da Rubens Barrichello, Michael Schumacher e Kimi Räikkönen, fermi a diciannove, e segna un nuovo record nella categoria.
Sono stati cancellati diciotto tempi dai commissari sportivi ai piloti per non aver rispettato i limiti della pista, durante la gara. Si sono visti cancellare il tempo cinque volte Nico Hülkenberg (quattro volte alla curva 4 e una volta alla curva 13), tre volte Lando Norris (due volte alla curva 4 e una volta alla curva 7), due volte Nyck de Vries (una volta alla curva 13 e una volta alla curva 4) e Pierre Gasly (entrambe le volte alla curva 4), una volta Valtteri Bottas (alla curva 4), Charles Leclerc (alla curva 4), Kevin Magnussen (alla curva 4), Fernando Alonso (alla curva 4), George Russell (alla curva 13) e Lewis Hamilton (alla curva 8).

### Risultati
I risultati del Gran Premio sono i seguenti:
| Pos | Nº | Pilota           | Costruttore                  | Giri | Tempo/Ritiro       | Griglia | Punti |
| --- | -- | ---------------- | ---------------------------- | ---- | ------------------ | ------- | ----- |
| 1   | 1  | Max Verstappen   | Red Bull Racing-Honda RBPT   | 57   | 1h33'56"736        | 1       | 25    |
| 2   | 11 | Sergio Pérez     | Red Bull Racing-Honda RBPT   | 57   | +11"987            | 2       | 18    |
| 3   | 14 | Fernando Alonso  | Aston Martin Aramco-Mercedes | 57   | +38"637            | 5       | 15    |
| 4   | 55 | Carlos Sainz Jr. | Ferrari                      | 57   | +48"052            | 4       | 12    |
| 5   | 44 | Lewis Hamilton   | Mercedes                     | 57   | +50"977            | 7       | 10    |
| 6   | 18 | Lance Stroll     | Aston Martin Aramco-Mercedes | 57   | +54"502            | 8       | 8     |
| 7   | 63 | George Russell   | Mercedes                     | 57   | +55"873            | 6       | 6     |
| 8   | 77 | Valtteri Bottas  | Alfa Romeo-Ferrari           | 57   | +1'12"647          | 12      | 4     |
| 9   | 10 | Pierre Gasly     | Alpine-Renault               | 57   | +1'13"753          | 20      | 2     |
| 10  | 23 | Alexander Albon  | Williams-Mercedes            | 57   | +1'29"774          | 15      | 1     |
| 11  | 22 | Yuki Tsunoda     | AlphaTauri-Honda RBPT        | 57   | +1'30"870          | 14      |       |
| 12  | 2  | Logan Sargeant   | Williams-Mercedes            | 56   | +1 giro            | 16      |       |
| 13  | 20 | Kevin Magnussen  | Haas-Ferrari                 | 56   | +1 giro            | 17      |       |
| 14  | 21 | Nyck de Vries    | AlphaTauri-Honda RBPT        | 56   | +1 giro            | 19      |       |
| 15  | 27 | Nico Hülkenberg  | Haas-Ferrari                 | 56   | +1 giro            | 10      |       |
| 16  | 24 | Zhou Guanyu      | Alfa Romeo-Ferrari           | 56   | +1 giro            | 13      |       |
| 17  | 4  | Lando Norris     | McLaren-Mercedes             | 55   | +2 giri            | 11      |       |
| Rit | 31 | Esteban Ocon     | Alpine-Renault               | 41   | Problemi meccanici | 9       |       |
| Rit | 16 | Charles Leclerc  | Ferrari                      | 39   | Motore             | 3       |       |
| Rit | 81 | Oscar Piastri    | McLaren-Mercedes             | 13   | Problemi elettrici | 18      |       |

## Classifiche mondiali

### Piloti
| Pos | Pilota           | Punti |
| --- | ---------------- | ----- |
| 1   | Max Verstappen   | 25    |
| 2   | Sergio Pérez     | 18    |
| 3   | Fernando Alonso  | 15    |
| 4   | Carlos Sainz Jr. | 12    |
| 5   | Lewis Hamilton   | 10    |
| 6   | Lance Stroll     | 8     |
| 7   | George Russell   | 6     |
| 8   | Valtteri Bottas  | 4     |
| 9   | Pierre Gasly     | 2     |
| 10  | Alexander Albon  | 1     |

### Costruttori
| Pos | Costruttore                  | Punti |
| --- | ---------------------------- | ----- |
| 1   | Red Bull Racing-Honda RBPT   | 43    |
| 2   | Aston Martin Aramco-Mercedes | 23    |
| 3   | Mercedes                     | 16    |
| 4   | Ferrari                      | 12    |
| 5   | Alfa Romeo-Ferrari           | 4     |
| 6   | Alpine-Renault               | 2     |
| 7   | Williams-Mercedes            | 1     |